# Volta a la Comunitat Valenciana 2000
La Volta a la Comunitat Valenciana 2000, cinquantottesima edizione della corsa, si svolse dal 22 al 26 febbraio su un percorso di 798 km ripartiti in 5 tappe (la quinta suddivisa in due semitappe), con partenza a Sagunto e arrivo a Valencia. Fu vinta dallo spagnolo Abraham Olano della ONCE-Deutsche Bank davanti ai suoi connazionali Juan Carlos Domínguez e José Alberto Martínez.

## Tappe
| Tappa  | Data        | Percorso                                | km   | Vincitore di tappa      | Leader cl. generale     |
| ------ | ----------- | --------------------------------------- | ---- | ----------------------- | ----------------------- |
| 1ª     | 22 febbraio | Sagunto > Sagunto                       | 154  | Javier Pascual Llorente | Javier Pascual Llorente |
| 2ª     | 23 febbraio | Sagunto > Calp                          | 183  | Ruben Galvan Manchon    | Giuseppe Di Grande      |
| 3ª     | 24 febbraio | Calp > Xàtiva                           | 186  | Óscar Freire            | Giuseppe Di Grande      |
| 4ª     | 25 febbraio | Xàtiva > Castellón de la Plana          | 187  | Erik Zabel              | Giuseppe Di Grande      |
| 5ª-1ª  | 26 febbraio | Castellón de la Plana > Valencia        | 68   | Mario Cipollini         | Giuseppe Di Grande      |
| 5ª-2ª  | 26 febbraio | Valencia > Valencia (cron. individuale) | 19,8 | Abraham Olano           | Abraham Olano           |
| Totale | Totale      | Totale                                  | 798  |                         |                         |

## Dettagli delle tappe

### 1ª tappa
- 22 febbraio: Sagunto > Sagunto – 154 km

| Pos. | Corridore               | Squadra | Tempo    |
| ---- | ----------------------- | ------- | -------- |
| 1    | Javier Pascual Llorente | Kelme   | 4h17'18" |
| 2    | Laurent Jalabert        | ONCE    | s.t.     |
| 3    | Antonio Tauler Llull    | Kelme   | s.t.     |

| Pos. | Corridore               | Squadra | Tempo    |
| ---- | ----------------------- | ------- | -------- |
| 1    | Javier Pascual Llorente | Kelme   | 4h17'18" |

### 2ª tappa
- 23 febbraio: Sagunto > Calp – 183 km

| Pos. | Corridore            | Squadra           | Tempo    |
| ---- | -------------------- | ----------------- | -------- |
| 1    | Ruben Galvan Manchon | Kelme             | 4h43'50" |
| 2    | Erik Zabel           | Telekom           | s.t.     |
| 3    | Elio Aggiano         | Vitalicio Seguros | s.t.     |

| Pos. | Corridore          | Squadra | Tempo    |
| ---- | ------------------ | ------- | -------- |
| 1    | Giuseppe Di Grande | Festina | 9h01'08" |

### 3ª tappa
- 24 febbraio: Calp > Xàtiva – 186 km

| Pos. | Corridore       | Squadra   | Tempo    |
| ---- | --------------- | --------- | -------- |
| 1    | Óscar Freire    | Mapei     | 4h34'30" |
| 2    | Erik Dekker     | Rabobank  | s.t.     |
| 3    | George Hincapie | US Postal | s.t.     |

| Pos. | Corridore          | Squadra | Tempo     |
| ---- | ------------------ | ------- | --------- |
| 1    | Giuseppe Di Grande | Festina | 13h35'38" |

### 4ª tappa
- 25 febbraio: Xàtiva > Castellón de la Plana – 187 km

| Pos. | Corridore       | Squadra       | Tempo    |
| ---- | --------------- | ------------- | -------- |
| 1    | Erik Zabel      | Telekom       | 4h29'12" |
| 2    | Mario Cipollini | Saeco         | s.t.     |
| 3    | Ján Svorada     | Lampre-Daikin | s.t.     |

| Pos. | Corridore          | Squadra | Tempo     |
| ---- | ------------------ | ------- | --------- |
| 1    | Giuseppe Di Grande | Festina | 13h35'38" |

### 5ª tappa - 1ª semitappa
- 26 febbraio: Castellón de la Plana > Valencia – 68 km

| Pos. | Corridore       | Squadra           | Tempo    |
| ---- | --------------- | ----------------- | -------- |
| 1    | Mario Cipollini | Saeco             | 1h40'32" |
| 2    | Glenn Magnusson | Farm Frites       | s.t.     |
| 3    | Elio Aggiano    | Vitalicio Seguros | s.t.     |

| Pos. | Corridore          | Squadra | Tempo     |
| ---- | ------------------ | ------- | --------- |
| 1    | Giuseppe Di Grande | Festina | 19h45'22" |

### 5ª tappa - 2ª semitappa
- 26 febbraio: Valencia > Valencia (cron. individuale) – 19,8 km

| Pos. | Corridore             | Squadra           | Tempo  |
| ---- | --------------------- | ----------------- | ------ |
| 1    | Abraham Olano         | ONCE              | 24'18" |
| 2    | Juan Carlos Domínguez | Vitalicio Seguros | a 21"  |
| 3    | José Alberto Martínez | Euskaltel         | a 47"  |

| Pos. | Corridore             | Squadra           | Tempo     |
| ---- | --------------------- | ----------------- | --------- |
| 1    | Abraham Olano         | ONCE              | 20h09'42" |
| 2    | Juan Carlos Domínguez | Vitalicio Seguros | a 21"     |
| 3    | José Alberto Martínez | Euskaltel         | a 47"     |

## Classifiche finali

### Classifica generale
| Pos. | Corridore               | Squadra                          | Tempo     |
| ---- | ----------------------- | -------------------------------- | --------- |
| 1    | Abraham Olano           | ONCE-Deutsche Bank               | 20h09'42" |
| 2    | Juan Carlos Domínguez   | Vitalicio Seguros-Grupo Generali | a 21"     |
| 3    | José Alberto Martínez   | Euskaltel-Euskadi                | a 47"     |
| 4    | Antonio Tauler Llull    | Kelme                            | a 50"     |
| 5    | Laurent Jalabert        | ONCE-Deutsche Bank               | a 1'12"   |
| 6    | Marco Velo              | Mercatone Uno-Albacom            | a 1'29"   |
| 7    | Wladimir Belli          | Fassa Bortolo                    | a 1'39"   |
| 8    | Giuseppe Di Grande      | Festina                          | a 1'48"   |
| 9    | Javier Pascual Llorente | Kelme                            | a 1'51"   |
| 10   | Massimiliano Lelli      | Cofidis                          | a 1'59"   |